# Nikołaj Czerniecki
Nikołaj Nikołajewicz Czerniecki, ros. Николай Николаевич Чернецкий (ur. 29 listopada 1959 w Biszkeku) – rosyjski lekkoatleta specjalizujący się w długich biegach sprinterskich, złoty medalista letnich igrzysk olimpijskich z Moskwy (1980) w biegu sztafetowym 4 × 400 metrów. W czasie swojej kariery reprezentował Związek Socjalistycznych Republik Radzieckich.

## Sukcesy sportowe
- halowy mistrz Związku Radzieckiego w biegu na 400 metrów – 1978[1]
- mistrz Związku Radzieckiego w biegu na 400 metrów – 1980[2]

| Rok  | Miasto       | Zawody                    | Konkurencja        | Wynik         |
| ---- | ------------ | ------------------------- | ------------------ | ------------- |
| 1978 | Mediolan     | halowe mistrzostwa Europy | bieg na 400 m      | brązowy medal |
| 1979 | Montreal     | puchar świata             | bieg na 400 m      | 2. miejsce    |
| 1980 | Sindelfingen | halowe mistrzostwa Europy | bieg na 400 m      | złoty medal   |
| 1980 | Moskwa       | igrzyska olimpijskie      | sztafeta 4 × 400 m | złoty medal   |
| 1983 | Helsinki     | mistrzostwa świata        | sztafeta 4 × 400 m | złoty medal   |

## Rekordy życiowe
- bieg na 400 metrów – 45,12 – Meksyk 09/09/1979
- bieg na 400 metrów (hala) – 46,29 – Sindelfingen 02/03/1980
- bieg na 400 metrów przez płotki – 49,78 – Soczi 20/05/1984